# Marcelle Auclair

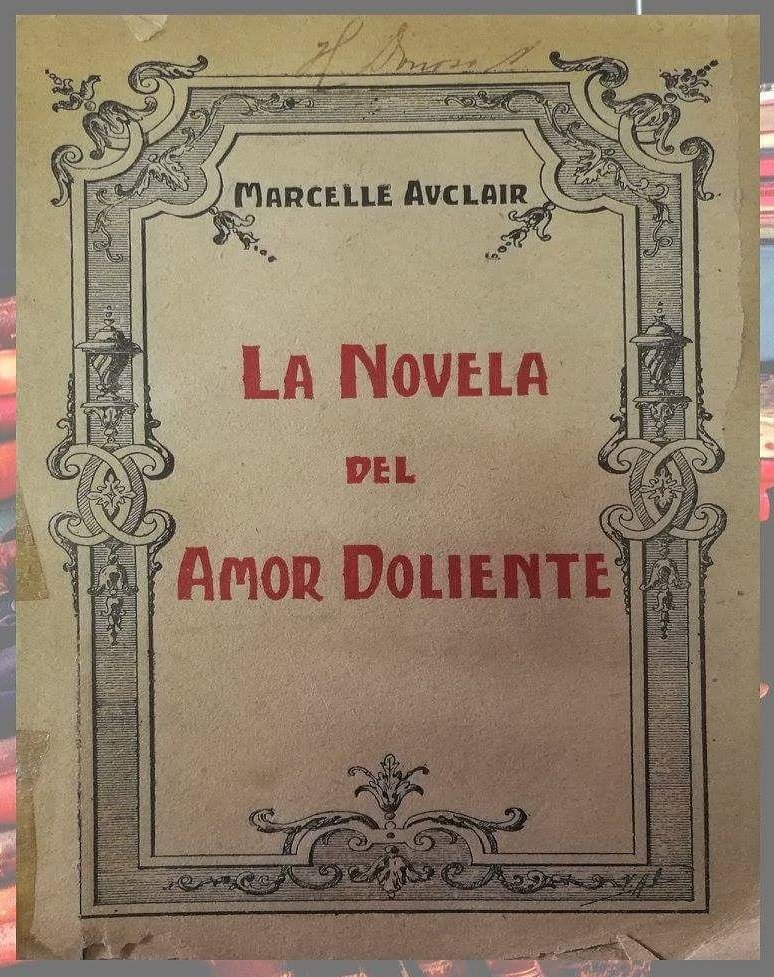
La Novela del Amor Doliente. Marcelle Auclair. Primera Edició. 1923. Impremta Universitària, Santiago de Xile.

Marcelle Auclair   (Montluçon, 11 de novembre de 1899 - 14è districte de París, 6 de juny de 1983) va ser una escriptora, periodista i hispanista francesa.

## Biografia
Nascuda a la localitat francesa de Montluçon, es traslladaria a Xile de petita, on va residir fins al 1923, moment en el qual retornaria a França. Cap al 1923 va publicar La novela del amor doliente. Va estudiar tant la vida de Santa Teresa de Jesús, amb la seva biografia novel·lada La vie de Sainte Thérése d'Avila. La dame errante de Dieu (1950), com de Federico García Lorca, amb el seu Enfances et mort de García Lorca, de 1968. Se l'ha arribat a descriure a més com a «confident molt privilegiada d'Alexis Leger». Va participar en la fundació de la revista Marie Claire, del grup Jean Prouvost, de la qual va ser directora al costat de Pierre Brost, i va estar casada amb Jean Prévost. Va morir el 1983.